# Osvald Moberg
Osvald Moberg, född 14 september 1888 i Stockholm, död 22 december 1933 i Stockholm, var en svensk gymnast.
Han blev olympisk guldmedaljör 1908.